# پارک اودوری
پارک اودوری (انگلیسی: Odori Park) پارکی است که در قلب ساپورو، هوکایدو، ژاپن واقع شده است. اودوری (大通) در ژاپنی به معنای "خیابان بزرگ" است. 